# جورجيا سامرلينغ
جورجيا سامرلينغ (بالإنجليزية: Georgia Simmerling)‏ (و. 1989  م) هي متزحلقة حرة، ودراجة على المضمار كندية، ولدت في فانكوفر، شاركت في الألعاب الأولمبية الشتوية 2010، والألعاب الأولمبية الشتوية 2014، وركوب الدراجات في الألعاب الأولمبية الصيفية 2016.
.

## روابط خارجية
- جورجيا سامرلينغ على موقع الاتحاد الدولي للدراجات (الإنجليزية)
- جورجيا سامرلينغ على موقع أرشيف الدراجات (الإنجليزية)
- جورجيا سامرلينغ على موقع الاتحاد الدولي للتزلج (التزلج على المنحدرات الثلجية) (الإنجليزية)
- جورجيا سامرلينغ على موقع الاتحاد الدولي للتزلج (التزلج الحر) (الإنجليزية)
- جورجيا سامرلينغ على موقع أوليمبيديا (الإنجليزية)
- جورجيا سامرلينغ على موقع اللجنة الأولمبية الكندية (الإنجليزية)